# Szczyt Garnuszewskiego
Szczyt Garnuszewskiego (ang. Garnuszewski Peak) – nunatak na Wyspie Króla Jerzego na zachodnim wybrzeżu Zatoki Admiralicji, na zachód od szczytu Wegger Peak, na południe od Lodowca Domeyki. Wznosi się na ok. 300 m n.p.m. 
Nazwa pochodzi od statku MS Antoni Garnuszewski, zapewniającego obsługę logistyczną Polskiej Ekspedycji Antarktycznej w latach 1977/78, 1978/79 i 1988/89.